# Lago Palù
Il lago Palù è un lago alpino della Valmalenco, in provincia di Sondrio, situato a 1.925 m s.l.m.
È adagiato su un altipiano circondato da pinete, a nord del paese di Chiesa in Valmalenco e a sud del monte Sasso Nero. Lo specchio d'acqua, di forma allungata da nord verso sud, è uno dei maggiori laghi della Valmalenco. In prossimità delle sue rive settentrionali sorge il Rifugio Palù.

## Accessi
- Da località Barchi, in 45 minuti
- Dalla stazione a monte della funivia Chiesa in Valmalenco-Palù, in 30 minuti

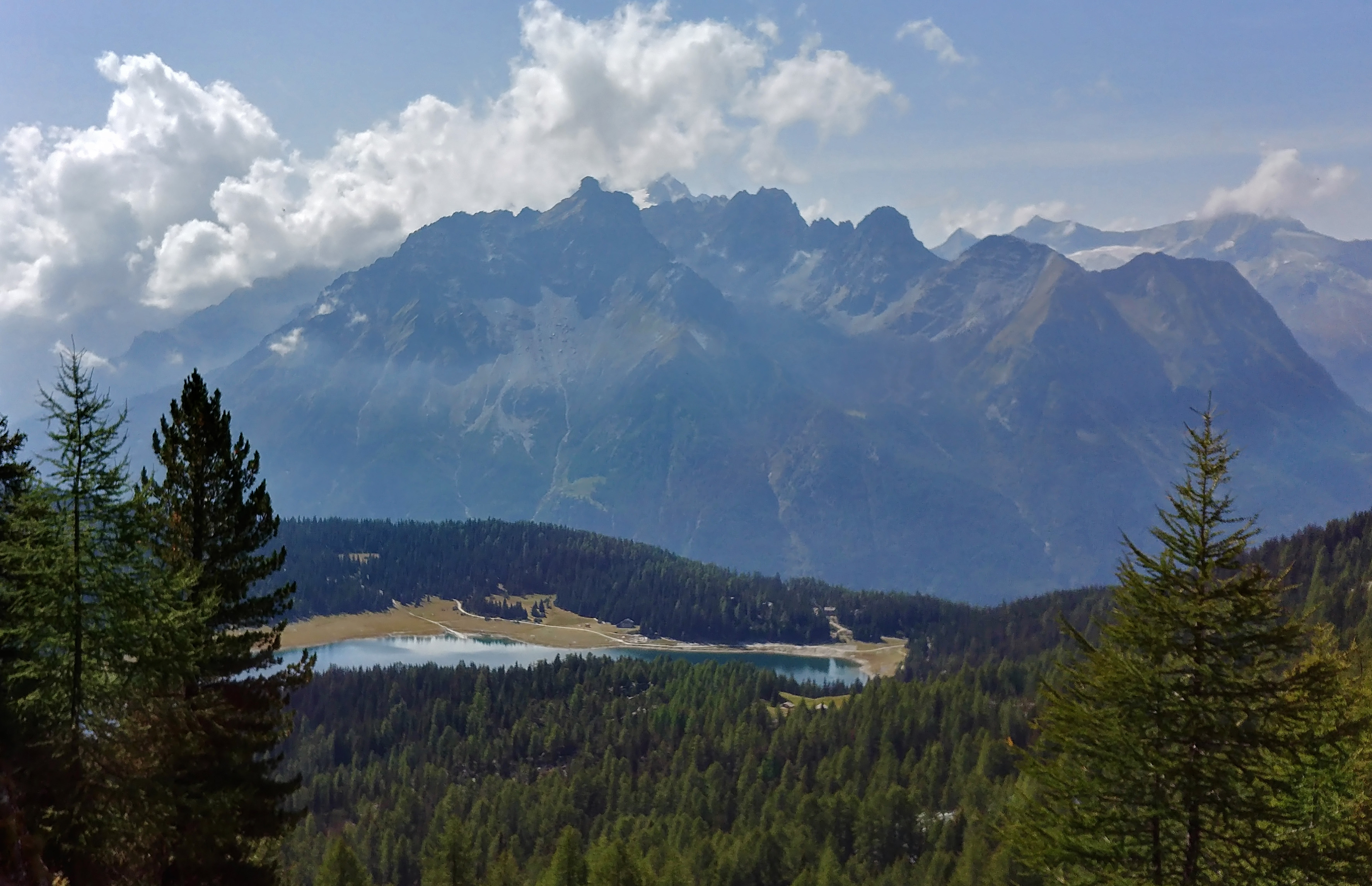
Il lago e, sullo sfondo, il gruppo del monte Braccia